# انس بلحوس
انس بلحوس (عربی: أنس بلحوس؛ زادهٔ ۳ اوت ۱۹۸۶) یک بازیکن فوتبال اهل سوریه است.
از باشگاه‌هایی که در آن بازی کرده‌است می‌توان به باشگاه فوتبال الکرامه سوریه، باشگاه ورزشی النواعیر، و تیم ملی فوتبال سوریه اشاره کرد.
وی همچنین در تیم ملی فوتبال سوریه بازی کرده است.